# Thaumatichthys pagidostomus
Thaumatichthys pagidostomus – gatunek ryby głębinowej z rodziny Thaumatichthyidae. Występuje w Oceanie Indyjskim i Atlantyckim. Osiąga do 8,5 cm długości. Gatunek opisali Hugh M. Smith i Lewis Radcliffe w 1912 roku na podstawie okazu złowionego przez amerykańską ekspedycję statku badawczego USS Albatross 19 listopada 1909 roku w pobliżu wyspy Binang Unang w Zatoce Tomini w pobliżu Celebesu (00°04'S, 121°36'E), na głębokości 1440 m p.p.m. Holotypowy okaz (USNM 72952) był samicą długości 60 mm. W 1973 roku Brewer doniósł o złowieniu drugiego okazu w Pacyfiku u wybrzeży Meksyku. Bertelsen (1954) opisał trzy larwy ryb żabnicokształtnych, które na podstawie cech budowy anatomicznej czaszki i kręgosłupa zaliczył do gatunku T. pagidostomus. Larwy mierzyły 4,4 do 24 mm.
U Thaumatichthys pagidostomus występuje wyraźny dymorfizm płciowy, jak u innych przedstawicieli rzędu. Samice są większe, samce znacznie mniejsze, ale nie pasożytujące na samicach. Ciało ryby jest wydłużone, głowa szeroka i spłaszczona grzbietobrzusznie. Pierwszy promień płetwy grzbietowej przekształcony w szerokie illicium, zwieszające się nad ujściem do paszczy. 
Pokrewnymi gatunkami są Thaumatichthys axeli oraz T. binghami. Wszystkie są rybami bentosowymi, łącznie opisano do tej pory 33 okazy tego rodzaju.